# Liberdade de circulação
Liberdade de circulação é um direito humano  que as constituições de numerosos estados respeitam. O conceito de liberdade de circulação afirma que todo indivíduo,  nacional ou estrangeiro, tem  o direito de se deslocar, residir  ou trabalhar em qualquer parte do território de um estado, desde que respeitados a liberdade e os direitos dos outros, bem como  de sair do território desse estado, podendo voltar a qualquer momento. Alguns defensores dos direitos dos imigrantes afirmam o  direito humano à  mobilidade não só dentro das fronteiras de um estado, mas também entre as fronteiras dos estados.